# Dimbokro

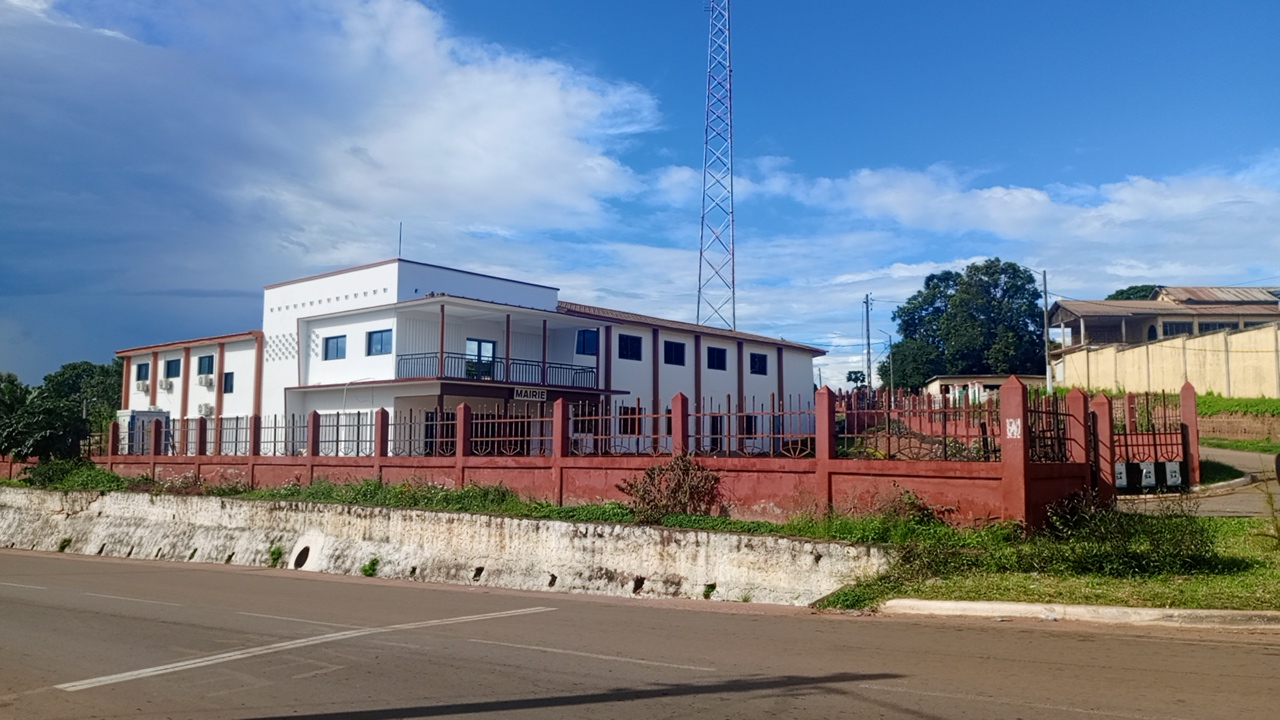
Rathaus von Dimbokro

Dimbokro ist eine Stadt im Zentrum der Elfenbeinküste und die Hauptstadt der Verwaltungsregion N’Zi. Sie liegt 200 km nördlich der Wirtschaftsmetropole Abidjan und 95 km südöstlich der Hauptstadt Yamoussoukro am Fluss N’Zi  und gehört zur Region der Baule.
Die Einwohnerzahl beträgt laut Zensus von 2014 64.957 Einwohner.

## Geschichte
Am 30. Januar 1950 kam es in Reaktion auf einen landesweiten Käuferstreik gegenüber eingeführten Waren und für die Verteidigung der Preise für afrikanische Produzenten von Kaffee und Kakao und auf mehrere Demonstrationen, die die Freilassung von vielen Führern der Parti Démocratique de Côte d’Ivoire (PDCI) forderten, zu blutigen Reaktionen der Kolonialverwaltung. In Dimbokro gab es 14 Tote und 50 Verletzte. Der örtliche Befehlshaber ließ in die Menge schießen, die vor seiner Residenz demonstriert hatte.
Dimbokro liegt mit dem Bahnhof Dimbokro an der Abidjan-Niger-Bahn, der einzigen internationalen Eisenbahnverbindung Westafrikas. 2016 kollabierte die über den N’Zi führende Eisenbahnbrücke Dimbokro, als ein Zug diese passierte. Innerhalb eines Jahres wurde sie wieder aufgebaut.

## Söhne und Töchter der Stadt
- Alassane Ouattara (* 1942), Politiker und Präsident der Elfenbeinküste
- Alpha Blondy (* 1953), Reggaemusiker
- Akissi Delta (* 1960), Schauspielerin
- Adamou Garba (* 1962), Offizier in Niger
- Alain Clément Amiezi (* 1970), römisch-katholischer Bischof von Odienné
- Boubacar Sanogo (* 1982), Fußballspieler